# Чемпіонат Європи з гірського бігу
Чемпіонат Європи з гірського бігу (англ. European Mountain Running Championships) є континентальною першістю з гірського бігу, яку щорічно, з 2002, проводить Європейська легкоатлетична асоціація.
До 2002 змагання мали назву «Європейський трофей з гірського бігу» (англ. European Mountain Running Trophy). Спочатку переможці визначались лише серед дорослих в індивідуальному та командному (шляхом складання суми місць трьох найкращих учаників кожної збірної) заліку. Починаючи з 2007, до програми змагань був введений розіграш індивідуальної та командної першості серед юніорів (атлетів віком до 20 років).
Починаючи з 2022, припиниться проведення чемпіонату як окремої першості. Рішення про проведення першого чемпіонату Європи з позашосейного бігу було прийнято у жовтні 2020. Було вирішено, що в межах нового чемпіонату визначатимуться континентальні чемпіони з гірського бігу та трейлу.

## Першості
| Рік  | Місто                | Дата       |
| ---- | -------------------- | ---------- |
| 2002 | Камара-де-Лобуш      | 7 липня    |
| 2003 | Тренто               | 6 липня    |
| 2004 | Корбелюв             | 4 липня    |
| 2005 | Гайлігенблут         | 10 липня   |
| 2006 | Упіце                | 9 липня    |
| 2007 | Котере               | 8 липня    |
| 2008 | Целль-на-Гармерсбасі | 12 липня   |
| 2009 | Тельфес-ім-Штубай    | 12 липня   |
| 2010 | Сапарева Баня        | 4 липня    |
| 2011 | Улудаг               | 9 липня    |
| 2012 | Памуккале            | 7 липня    |
| 2013 | Боровець             | 6 липня    |
| 2014 | Гап                  | 12 липня   |
| 2015 | Порту-Моніш          | 4 липня    |
| 2016 | Арко                 | 2 липня    |
| 2017 | Камник               | 8 липня    |
| 2018 | Скоп'є               | 1 липня    |
| 2019 | Церматт              | 7 липня    |
| 2021 | Сінфайнш             | скасований |